# Frank Thierry Léa Malle
Frank Thierry Léa Malle est un scénariste, réalisateur et producteur de films camerounais né le 31 mai 1987 à Douala. Il a à son actif plusieurs films courts métrages et deux longs métrages fictions.

## Biographie

### Enfance et débuts
Frank Thierry Léa Malle est né à Douala le 31 mai 1987 de parents originaires d' Abong-Mbang dans la région de l'Est et de Nkongsamba dans la région du Littoral. Il fait ses études secondaires au Lycée de Kumba dans la région du Sud-Ouest. Passionné de cinéma, il crée sa société de production et de communication Inception Arts &Com.

### Formation
Frank Thierry Léa Malle fait ses études supérieures à l'Université de Yaoundé I et obtient un Master en Arts du spectacle et cinématographie. En 2017, il fait un stage professionnel à Berlin en Allemagne dans le cadre du film Ache.

### Carrière
Frank Thierry Léa Malle commence sa carrière professionnelle en 2016 en se lançant dans l'écriture et la réalisation de ses films. Il produit d'abord les courts métrages ensuite les longs métrages. En 2016, il fait ses premiers pas dans le monde du cinéma. Il réalise deux courts métrages Mes Vampires et Point de Vue. Le film Mes Vampires est sélectionné dans des festivals nationaux dont le Festival Miss Me Binga à Yaoundé. En 2017 il réalise son troisième court métrage intitulé Hands durant son séjour en Allemagne.  Puis en 2018, il sort Angles, son quatrième court métrage avec l'actrice Fidèle Ngo Bayigbedeg.  
En 2019, après le succès de ses quatre courts métrages, Frank Thierry Lea Malle présente son premier long métrage intitulé Innocent(e). En 2022 il sort L'Accord, son deuxième long métrage une coproduction avec Canal+ International.   
L’accueil du public et des critiques lui permettent de participer à plusieurs festivals nationaux et internationaux parmi lesquels: Le Festival International Écrans noirs (Cameroun), Le Festival Le Film Camerounais (Lfc-Awards), Le Festival Vues d'Afrique (Canada), le Festival Rencontres Internationale du Court Métrage de Madagascar.     

## Filmographie

### Longs-métrages
- 2019 : Innocent(e)
- 2022 : L'Accord

### Courts-métrages
- 2016 : Mes Vampires
- 2016 : Point de Vue
- 2017 : Hands
- 2018 : Angles

## Prix et distinctions
- 2016 : Lauréat du concours 10 jours pour Un film  (meilleur scénario) aux Écrans Noirs[5]
- 2018 : Participation au Festival Vues d'Afrique au Canada
- 2020 : Prix du Jury au Festival Africlap avec Innocent(e)[4].
- 2021 : Nomination au Festival International Écrans Noirs
- 2021 : Prix du meilleur scénario court métrage aux Lfc Awards avec Angles[6].
- 2021 : Meilleur scénario long métrage aux Lfc Awards avec Innocent(e)
- 2022 : Mention spécial du jury au Festival du Film Africain de Luxor en Égypte avec L'Accord[7].